# Walckenaeria minuta
Walckenaeria minuta là một loài nhện trong họ Linyphiidae.
Loài này thuộc chi Walckenaeria. Walckenaeria minuta được James Henry Emerton miêu tả năm 1882.